# 杏目
杏目（日語：アーモンドアイ），是日本純種競賽馬匹，是日本賽馬史上第五匹三冠雌馬，生涯稱霸一哩至中距離賽事，曾勝出秋季天皇賞、日本盃及杜拜草地大賽等九項一級賽，所獲的19億1925萬3900日圓獎金亦是當時日本紀錄，因而被稱为日本2010年代末至2020年代初最強賽駒之一，並於2023年被選爲日本中央競馬會殿堂馬。

## 出賽前
2015年3月10日出生於北海道安平町北部牧場，成長途中於一口馬主俱樂部Silk Racing Co. Ltd.進行馬主募集。
其後交由美浦訓練中心練馬師國枝榮訓練。

## 競賽生涯

### 2歲
2017年8月6日出戰新潟競馬場2歲新馬戰，通過最後彎道後仍然處於第十一的位置，進入直路後雖然奮力加速，仍然未能超越率先衝出的Nishino Urara，以2馬位落敗。
10月8日出自2歲未勝利戰，比賽開始後處於中團靠位置，進入直路後未有太大阻滯下成功加速並跑出全場最快末腳下奪得首勝。

### 3歲
2018年首戰爲新山紀念，由於主戰騎師李慕華被罰停賽，因而由戶崎圭太代打策騎。比賽開始後其出戰漏閘，因而於最後方位置開始推進。進入直路後，其隨即加速衝刺並以凌厲的姿態直逼前方，最終跑出全場最快末腳下不但超越領放馬Cassius及Tsuzumimon，更拋離對手1 3/4馬位奪得首個分級賽冠軍。
4月18日未出戰任何前哨戰下直走櫻花賞，僅次於上年度最佳2歲雌馬旺紫丁獲得第二人氣。比賽開始後其選擇留後戰術，於最後位置緩慢對推進，並於最後彎道時抽出外檔準備加速。進入直路後，比賽初段選擇先行戰術的旺紫丁大約領先杏目約8馬位的位置，此時杏目開始由外檔加速衝刺，以凌厲的姿態突破馬群。最後200米，旺紫丁仍然保持3馬位的優勢，但杏目經已進入狀態，最終其以穩定的加速步伐一口氣超越對手，以1 3/4馬位優勢、破紀錄的1分33.3秒時間奪得首個分級賽冠軍。

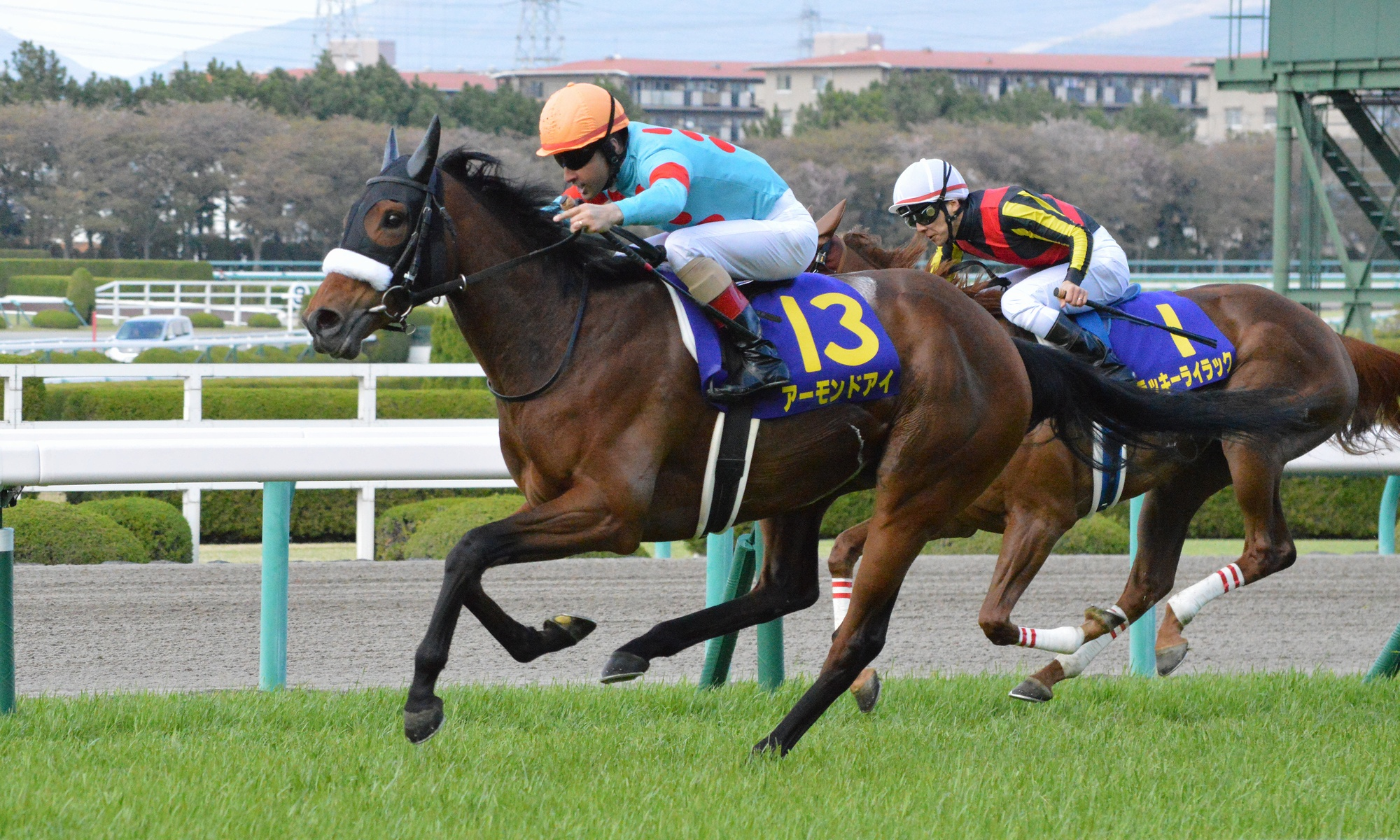
出戰櫻花賞的杏目

5月20日出戰優駿牝馬（日本橡樹大賽），以1.7倍獨贏賠率獲得第一人氣。比賽開始後，前方由彩妹妹領放帶出，杏目則於中團約莫第六的位置保持穩定節奏追走。進入直路後其開始加速，於最後400米位置爆發速度，並成功於最後200米超越領先的Lily Noble，最終於其保持速度下，以2馬位優勢拉開對手再度贏得一級賽冠軍。

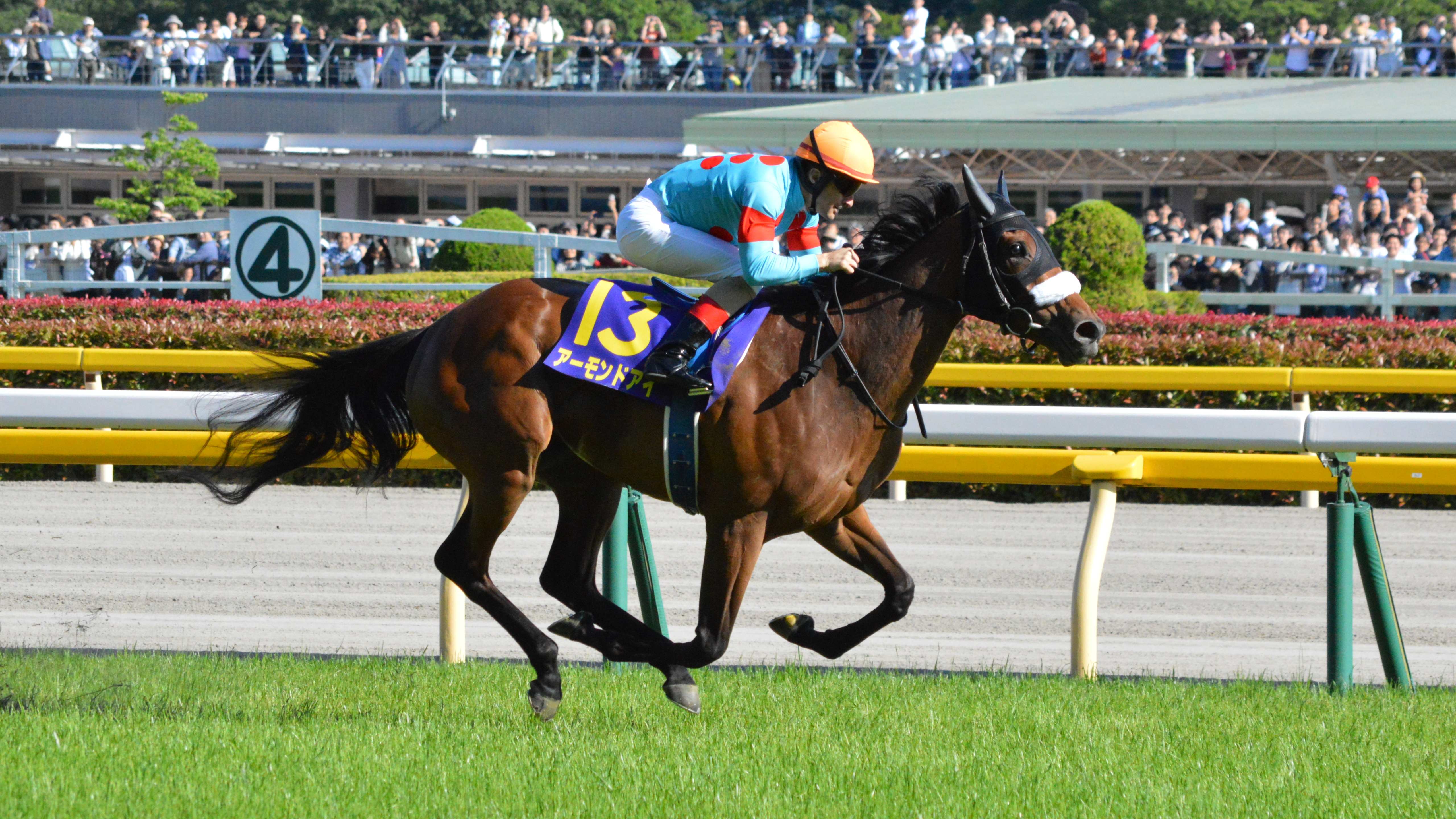
出戰優駿牝馬的杏目

夏季放草過後，按照計劃直接於10月14日出戰秋華賞，並以1.3倍數獨贏賠率獲得壓倒性的第一人氣。比賽開始後，其處於中團靠後位置推進，於比賽途中一直保持此節奏，並於第四彎道時於後方抽出外檔望空準備加速。進入直路後，其雖然和前方領放的覓奇魔力相差約莫10馬位，但於最後400米時響應騎師李慕華的指示突然發力加速，最終跑出驚人的後600米33.6秒的末腳下，於最後150米超越所有對手進佔領先位置，更拉開後方1 1/2馬位奪冠，成爲日本賽馬史上第五匹三冠雌馬，其僅出戰六場就贏得三冠亦爲日本最快紀錄。至於陣營方面，騎師李慕華憑藉此次勝利，成爲計岩田康誠及濱中俊後第三位連霸秋華賞的騎師，練馬師國枝榮更計2010年夏威夷鳥後再一次訓練出一匹三冠馬。

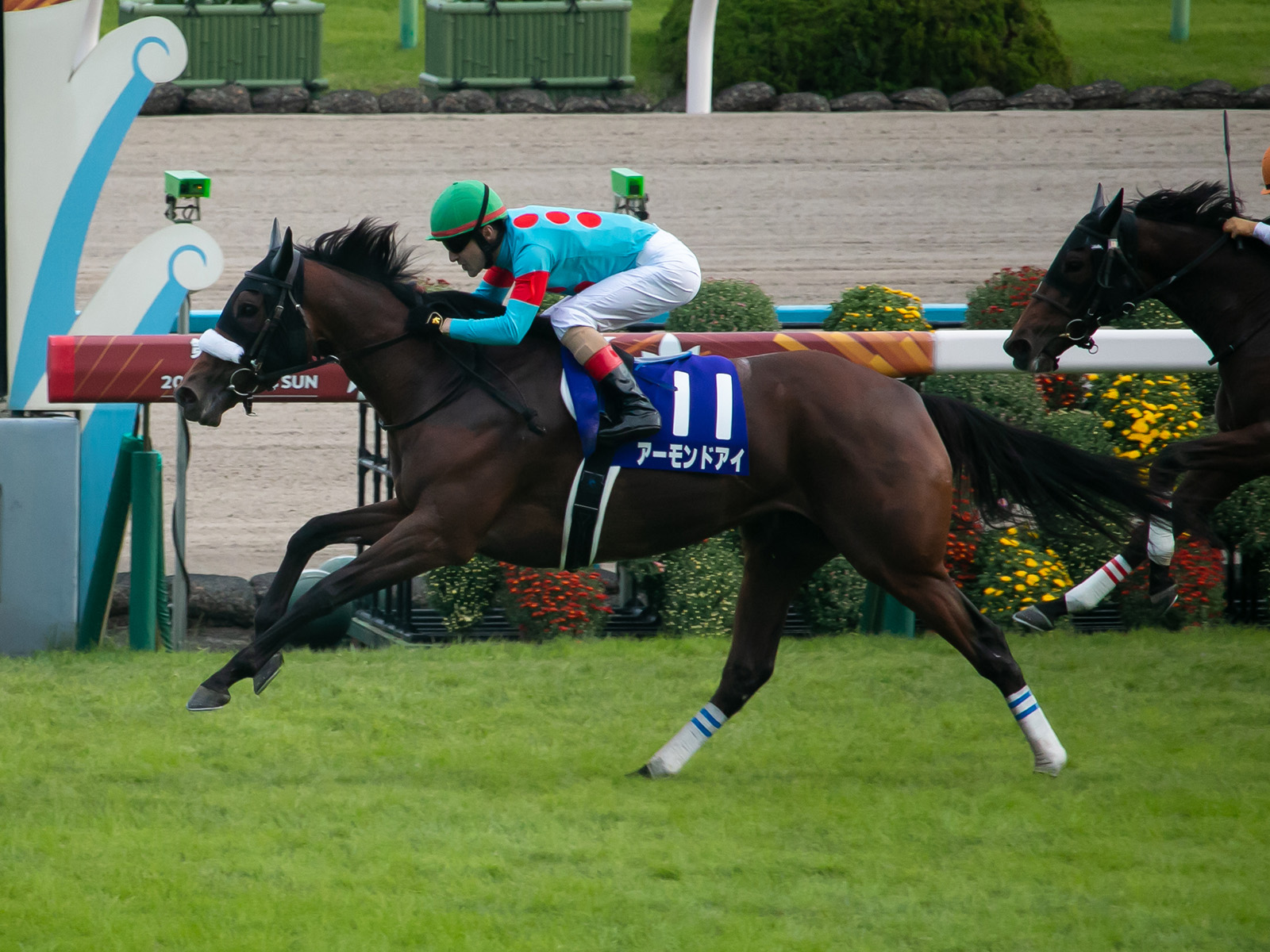
出戰秋華賞的杏目

短暫放草後於11月25日出戰日本盃，面對一種年長馬匹仍然可以獲得第一人氣。比賽開始後，由於其處於最內檔第1檔，因而騎師李慕華指揮其主動搶佔位置於前方位置推進。比賽途中其一直跟隨領放馬神業推進，通過第四彎道後保持約3馬位的距離。進入直路後，其開始逐步向前發力加速，並於最後200米時超越處於前方的神業，最終以破紀錄的2分20.6秒時間率先衝線奪得第四個一級賽冠軍，更成功打破Asidero於1999年卡洛貝格國際大賽創下的草地2400米世界紀錄。

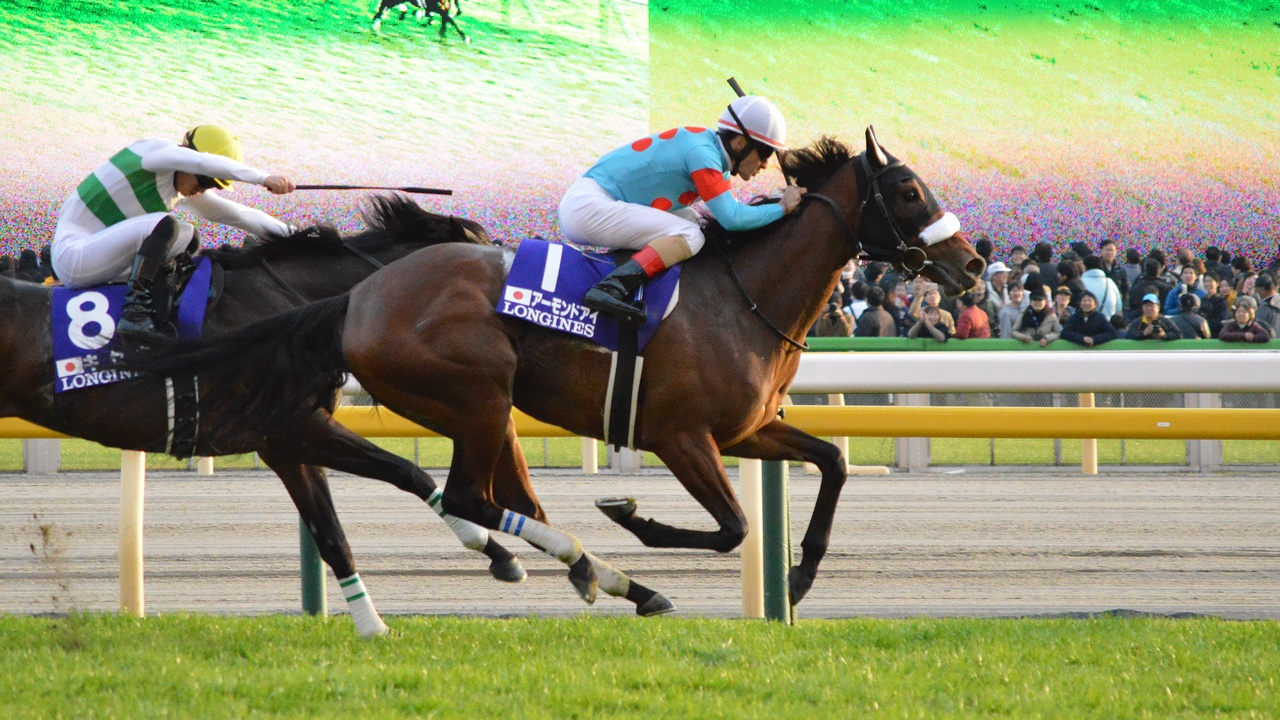
出戰日本盃的杏目

年末，由於其年間全勝及獲得雌馬三冠，其於評選中以全票176票當選最佳3歲雌馬及日本馬王，爲計2000年好歌劇後再次有賽駒以全票姿態君臨日本馬王寶座。

### 4歲
進入2019年陣營決定安排其遠征阿聯酋，出戰杜拜草地大賽。比賽開始後成功快閘，並無視前方百回夢的領放，逐步進佔中團的有利位置。進入直路後，雖然其仍然落後前方的百回夢約6馬位，但此時其經已抽出外檔望空準備加速。最終於其逐步發力之下，成功超越前方賽駒並拉開1馬位奪冠，成爲計賞月、一路通、不撓真鋼及強擊後第五匹勝出此賽事的日本賽駒。
回國後陣營宣佈將放棄出戰凱旋門大賽，改爲國內賽事爲主要目標，並於6月3日出戰安田紀念。比賽開始後，其受到開閘後隨即內閃搶佔位置的火之呼喚阻擋，被迫與同樣受到阻礙的探求到底、波斯劍客及野田優驥於較後位置追走。比賽途中其逐步加速向前爬升，但通過最後彎道時仍然未能確保前方進路，因而騎師李慕華決定直接指揮其抽出外檔望空以便加速。進入直路後，雖然其成功發力衝刺，但仍然無法完全彌補與前方對手的巨大距離，最終未能超越同主馬冠軍車手及及領放馬太空隕石下以第三完賽。
10月27日放草過後出戰秋季天皇賞，壓過3歲新星農神節慶獲得第一人氣。比賽開始後，其隨即搶佔位置於先頭推進，雖然於第一於農神節慶搶佔位置時稍微失去平行，但隨即成功調整並保持穩定節奏繼續行走。進入直路後其處於約莫第四的位置，此時處於前方的太空隕石、三幕劇、農神節慶及野田優驥一字排開阻擋賽道，但杏目成功於內檔加速突圍，於最後250米成功超越對手取得領先，最後200米經已拉開後方2馬位。最終於其繼續加速之下，以3馬位優勢率先衝線奪冠。

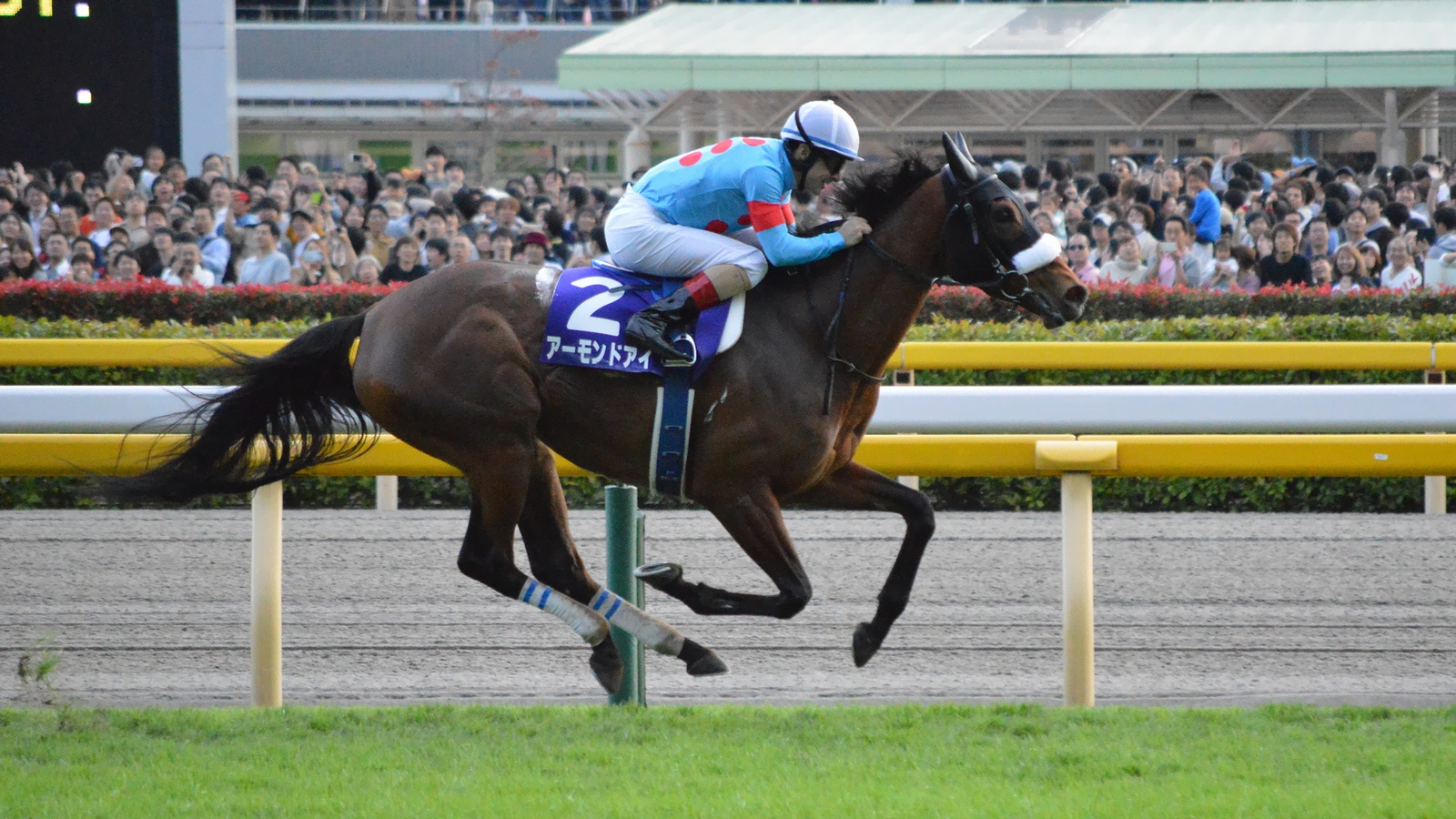
出戰秋季天皇賞的杏目

其後陣營計劃安排其遠征香港出戰香港盃，但11月29日於成田國際機場進行檢疫時被發現低燒，陣營慎重考慮後決定避戰香港盃，改爲休養後出戰有馬紀念。
12月22日按照計劃出戰有馬紀念，雖然於中團有利位置推進，但於直路上未能如同以往一般進一步加速，最終以生涯最差的第九完賽。

### 5歲
2020年原本再度計劃遠征阿聯酋，於3月19日經已到達阿勒馬克圖姆國際機場並於翌日進入當地馬房。然而由於受到新型冠狀病毒疫情影響，阿聯酋方面經協商過後決定取消所有杜拜世界盃賽馬日的比賽，因而其於3月29回國並進入福島縣天榮村北部牧場天榮分場進行調整。
5月17日出戰維多利亞一哩賽，以1.4倍獨贏賠率壓過上年度橡樹馬唯獨愛你及本年度東京新聞盃冠軍大場面獲得第一人氣。比賽開始後其處於中團靠前位置追走，並以凌厲的姿態進入直路後。進入直路後，即使騎師李慕華嘗試控制其速度逐步加速，但其仍然憑藉爆發力跑出驚人的速度，於最後200米超越Trois Etoiles及輝姬美韻取得領先，最終於獨走的狀態下拋離後方4馬位衝線奪冠，追平魯鐸象徵、好歌劇、伏特加、貴婦人及北部玄駒的紀錄，成爲第六匹勝出七項草地一級賽冠軍的日本賽駒。
6月7日出戰安田紀念，比賽開始後其因爲於閘內前傾坐錯失開閘時機因而慢閘，最終選擇於中團爲慢慢推進。進入直路後，其抽出外檔嘗試望空加速，雖然成功發力衝刺，但於直路中段仍然無法縮窄和率先加速並跑出全場最快末腳的放聲歡呼的距離，最終以2 1/2馬位落敗得第二。
11月1日再度出戰秋季天皇賞，以良好的出閘姿態成功搶佔先頭位置推進，以穩定的節奏處於有利位置逐步向前。進入直路後其奮力加速，成功於最後200米超越領放的野田優驥，並於繼續加速的情況下成功抵擋後方氣自豪的追擊，以1/2馬位率先衝線奪冠，不但成爲首匹連霸秋季天皇賞的雌馬及日本內國產馬，更成爲成爲日本史上首匹勝出八項草地一級賽的賽駒。而鞍上人李慕華不但成爲繼保田隆芳後第二爲達成秋季天皇賞的騎師，若加上2019及2020年策騎氣自豪贏得春季天皇賞的數據，其更達成了天皇賞五連霸的偉業。
其後出戰日本盃，將和本年度無敗經典三冠馬鐵鳥翱天及無敗三冠雌馬謀勇兼備決戰，由於此爲首度有三匹三冠馬同場決戰，當中更有兩匹以無敗姿態奪得此榮譽的賽駒，因而被稱爲「世紀之戰」。比賽開始後由神業帶出並進行快放，杏目則於第五的位置推進。進入直路後，其隨即於中團位置加速並和耀滿瓶搶佔位置，於200米時處於上風，不但成功擺脫耀滿瓶，更超越處於內欄位置的神業。奪得領先後其繼續保持節奏加速，最終成功抵擋二段加速的耀滿瓶及後上的鐵鳥翱天、謀勇兼備和機伶金花的追擊奪得冠軍，再度以九勝草地一級賽刷新紀錄之餘，亦以19億1925萬3900日圓的累積獎金超越北部玄駒成爲新一代獎金王（此紀錄於2023年被北部玄駒子嗣春秋分以22億1544萬6100日圓的賞金超越）。
其後陣營宣佈安排其退役，於12月19日在中山競馬場舉行退役儀式。

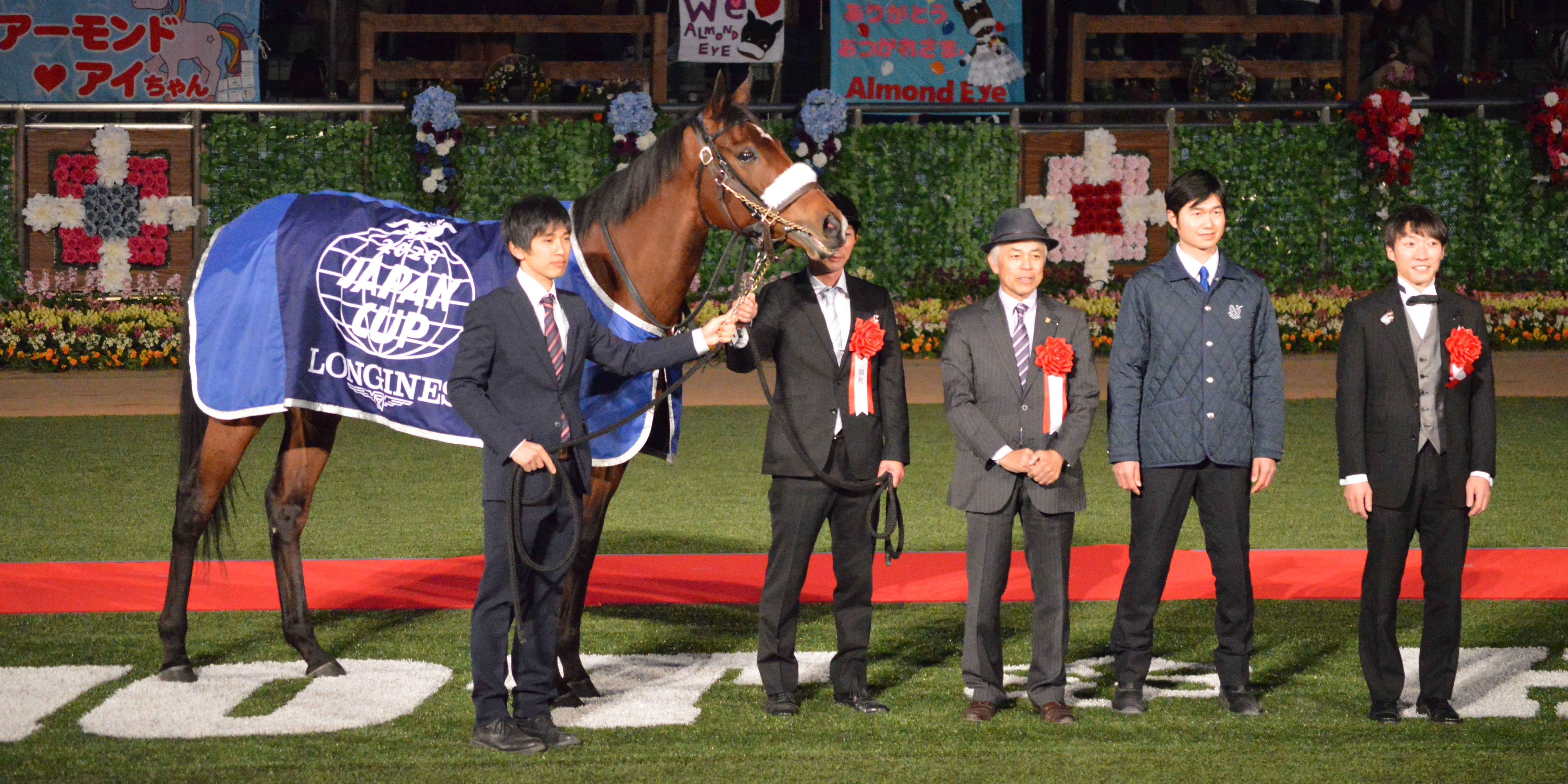
杏目的退役儀式

年末，由於其成功勝出三項一級賽及打破多項紀錄，成功以281票及236票當選最佳4歲及以上雌馬及日本馬王。

### 詳細賽績
| 日期       | 舉辦國家 | 馬場 | 距離   | 級別 | 賽事名稱       | 負重 | 騎師     | 馬號 | 出馬 | 名次 | 時間     | 頭馬（二馬）       |
| ---------- | -------- | ---- | ------ | ---- | -------------- | ---- | -------- | ---- | ---- | ---- | -------- | ------------------ |
| 6/8/2017   | 日本     | 新潟 | 草1400 |      | 2歲新馬        | 54   | 李慕華   | 12   | 17   | 2    | 1:24.0   | Nishino Urara      |
| 8/10/2017  | 日本     | 東京 | 草1600 |      | 2歲未勝利      | 54   | 李慕華   | 11   | 15   | 1    | 1:35.1   | （Cosmo Feerique） |
| 8/1/2018   | 日本     | 京都 | 草1600 | GIII | 新山紀念       | 54   | 戶崎圭太 | 3    | 11   | 1    | 1:37.1   | （Tsuzumimon）     |
| 8/4/2018   | 日本     | 阪神 | 草1600 | GI   | 櫻花賞         | 54   | 李慕華   | 13   | 17   | 1    | 1:33.1   | （旺紫丁）         |
| 20/5/2018  | 日本     | 東京 | 草2400 | GI   | 優駿牝馬       | 55   | 李慕華   | 13   | 17   | 1    | 2:23.8   | （Lily Noble）     |
| 14/10/2018 | 日本     | 京都 | 草2000 | GI   | 秋華賞         | 55   | 李慕華   | 11   | 17   | 1    | 1:58.5   | （覓奇魔力）       |
| 25/11/2018 | 日本     | 東京 | 草2400 | GI   | 日本盃         | 53   | 李慕華   | 1    | 14   | 1    | 2:20.6   | （神業）           |
| 30/3/2019  | 阿聯酋   | 美丹 | 草1800 | GI   | 杜拜草地大賽   | 55   | 李慕華   | 7    | 13   | 1    | 1:46.78- | （強擊）           |
| 2/6/2019   | 日本     | 東京 | 草1600 | GI   | 安田紀念       | 56   | 李慕華   | 14   | 16   | 3    | 1:30.9   | 冠軍車手           |
| 27/10/2019 | 日本     | 東京 | 草2000 | GI   | 秋季天皇賞     | 56   | 李慕華   | 2    | 16   | 1    | 1:56.2   | （野田優驥）       |
| 22/12/2019 | 日本     | 中山 | 草2500 | GI   | 有馬紀念       | 55   | 李慕華   | 9    | 16   | 9    | 2:32.3   | 雍容白荷           |
| 17/5/2020  | 日本     | 東京 | 草1600 | GI   | 維多利亞一哩賽 | 55   | 李慕華   | 12   | 16   | 1    | 1:30.6   | （輝姬美韻）       |
| 7/6/2020   | 日本     | 東京 | 草1600 | GI   | 安田紀念       | 56   | 李慕華   | 5    | 14   | 2    | 1:32.0   | 放聲歡呼           |
| 1/11/2020  | 日本     | 東京 | 草2000 | GI   | 秋季天皇賞     | 56   | 李慕華   | 9    | 12   | 1    | 1:57.8   | （氣自豪）         |
| 29/11/2020 | 日本     | 東京 | 草2400 | GI   | 日本盃         | 55   | 李慕華   | 2    | 15   | 1    | 2:23.0   | （鐵鳥翱天）       |

## 退役後
2023年6月6日杏目被選出爲日本中央競馬會第35匹殿堂馬，在207票中獲得200票。
退役後，杏目成爲了繁殖雌馬，於北海道安平町北部牧場休養，在2021年進行配種。首匹子嗣Aaron's Rod於2022年出生，可於2024年出賽。

### 詳細繁殖資料
| 數目   | 馬名             | 出生年 | 性別 | 父系     | 練馬師       | 馬主               | 戰績                 |
| ------ | ---------------- | ------ | ---- | -------- | ------------ | ------------------ | -------------------- |
| 第一匹 | Aaron's Rod      | 2022   | 雄   | 神威啟示 | 美浦・國枝榮 | Silk Racing Co Ltd | 4戰1冠1亞1季（現役） |
| 第二匹 | Promesa al Mundo | 2023   | 雄   | 滿樂時   | 美浦・國枝榮 | Silk Racing Co Ltd | （出賽前）           |
| 第三匹 | 杏目2024         | 2024   | 雌   | 北部玄駒 |              |                    | （出賽前）           |
| 第四匹 | 杏目2025         | 2025   | 雄   | 春秋分   |              |                    | （出賽前）           |

## 血統背景
父系龍王爲日本賽駒，生涯稱霸短途賽事，包括做出連霸短途馬錦標及香港短途錦標等壯舉，被稱爲日本近代最強短途馬。祖父夏威夷王亦爲日本賽駒，生涯戰績極爲優秀，僅得一戰未能獲勝，曾勝出一級賽NHK一哩賽及東京優駿（日本打吡），爲日本史上首匹贏得變則二冠的賽駒。
母系火神亦爲日本賽駒，生涯戰績優秀，曾以3歲馬身份勝出一級賽女皇伊利沙伯二世盃。外祖父週日寧靜是美國三冠賽雙冠馬，退役後在日本配種，在日本馬壇相當成功，贏得多項分級賽事，其子嗣贏得巨額獎金。

### 血統表
| 父線：金滿寶系（淘金者系）                 |                             |              |                 |
| 種馬 龍王 2008年（棗色）                   | 夏威夷王 2001年（棗色）     | 金滿寶       | 淘金者          |
| 種馬 龍王 2008年（棗色）                   | 夏威夷王 2001年（棗色）     | 金滿寶       | Miesque         |
| 種馬 龍王 2008年（棗色）                   | 夏威夷王 2001年（棗色）     | Manfath      | 最後大官        |
| 種馬 龍王 2008年（棗色）                   | 夏威夷王 2001年（棗色）     | Manfath      | Pilot Bird      |
| 種馬 龍王 2008年（棗色）                   | Lady Blossom 1996年（棗色） | 雷貓         | 雷鳥            |
| 種馬 龍王 2008年（棗色）                   | Lady Blossom 1996年（棗色） | 雷貓         | Terlingua       |
| 種馬 龍王 2008年（棗色）                   | Lady Blossom 1996年（棗色） | Saratoga Dew | Cormorant       |
| 種馬 龍王 2008年（棗色）                   | Lady Blossom 1996年（棗色） | Saratoga Dew | Super Luna      |
| 繁殖雌馬 火神 2003年（栗色）               | 週日寧靜 1986年（棕色）     | Halo         | Hail to Reason  |
| 繁殖雌馬 火神 2003年（栗色）               | 週日寧靜 1986年（棕色）     | Halo         | Cosmah          |
| 繁殖雌馬 火神 2003年（栗色）               | 週日寧靜 1986年（棕色）     | Wishing Well | Understanding   |
| 繁殖雌馬 火神 2003年（栗色）               | 週日寧靜 1986年（棕色）     | Wishing Well | Mountain Flower |
| 繁殖雌馬 火神 2003年（栗色）               | Lotta Lace 1992年（栗色）   | 雷利耶夫     | 北地舞人        |
| 繁殖雌馬 火神 2003年（栗色）               | Lotta Lace 1992年（栗色）   | 雷利耶夫     | Special         |
| 繁殖雌馬 火神 2003年（栗色）               | Lotta Lace 1992年（栗色）   | Sex Appeal   | Buckpasser      |
| 繁殖雌馬 火神 2003年（栗色）               | Lotta Lace 1992年（栗色）   | Sex Appeal   | Best in Show    |
| 雌系：Best in Show系（號族：8-f）          |                             |              |                 |
| 五代內近親交配：雷利耶夫 5×3、北地舞人 5×4 |                             |              |                 |

## 命名由來
名字Almond Eye（アーモンドアイ）是其中一種眼型的名稱，香港則採用意譯，翻譯为「杏目」。

## 外部連結
- 杏目 netkeiba.com （页面存档备份，存于）
- 血統表 （页面存档备份，存于）